# Elena Benarroch
Elena Benarroch, (Tânger, Marrocos, 20 de abril de 1955) é uma estilista espanhola. Desde que abriu em 1979 uma loja de confecção em peles na cidade espanhola de Madrid, converteu-se numa das principais desenhadoras judias das últimas décadas. Tem recebido prêmios como o American Legend pela melhor colecção do ano, La aguja de oro e a T de Telva em Espanha. Tem recebido encargos curiosos, como uma colecção para celebrar o 35º aniversário da boneca Barbie em 1993, ou desenhos para o filme Em carne viva de Pedro Almodóvar.

## Trajectória
Nascida em Tánger (cidade internacional na época, hoje em Marrocos) no seio de uma família judia, filha de Jacobo Benarroch Benatar e de Clara Israel. Entrou no oficio da pelaria depois de se casar com o artista plástico argentino Adolfo Barnatán. Criou-se na cidade espanhola de Melilla. Abriu sua primeira loja em Madrid em 1979, e fez-se famosa pela matéria prima de seus casacos, sobretudo visons, e por suas confecções juvenis. Em 1980, Benarroch apresentou seu primeiro desfile e um ano mais tarde, abriu outra nova loja.
Em 1982, representou a Espanha na Feira Internacional de Frankfurt do Meno, e começou a representar à empresa italiana de bens de couro de alta qualidade Bottega Veneta.
Em 1984, Elena Benarroch apresentou seus modelos em Tóquio. Nesse mesmo ano recebeu La Aguja de Oro, prêmio concedido pelo Ministério da Cultura da Espanha a estilistas prestigiosos. Nesta época, Benarroch começou a tingir as peles e a jogar com desenhos geométricos. Em 1985, recebeu o prêmio American Legend à melhor colecção do ano, foi portada do Officiel de la Fourrure e introduziu suas colecções nos Estados Unidos, abrindo uma loja em Madison Avenue (Nova Iorque) em 1986. Continuou com seus desfiles em Frankfurt e inaugurou a Passarela Cibeles em Madrid.
Em 1987, recebeu o prêmio de desenho da revista Cambio 16. Nesse ano, apresentou suas colecções com peles estampadas com desenhos venecianos, conseguiu a representação das marcas Etro e Andrea Pfister e lançou uma colecção de abrigos de pele para homem com o cantor espanhol Miguel Bosé. Em 1989, a edição americana de Vogue dedicou-lhe a capa, e ao ano seguinte recebeu o prêmio T de Oro da revista espanhola Telva junto com Prada e Versace.
Em 1997, lançou sua primeira colecção de jóias, e também um perfume que leva o nome de sua filha, Yaël, quem é ademais a directora criativa da linha Elena Benarroch, assim como da linha casual Yaël Barnatán.
Em 2009, divorciou-se de Adolfo Barnatán. No entanto, mantêm um relacionamento amigável e colaboração a nível de negócios.
Em 2015, muda-se a Nova York, vendendo parte de suas propriedades em Espanha. Apresentou sua nova colecção 2016 na sede do Instituto Cervantes desta cidade.

## Ligaçãoes externas
- Página oficial